# The Heirs
The Heirs (hangul: 왕관을 쓰려는 자, 그 무게를 견뎌라 – 상속자들; RR: Wang-gwaneul Sseuryeoneun Ja, Geu Mugereul Gyeondyeora – Sangsokjadeul) és una sèrie de televisió sud-coreana protagonitzada per Lee Min-ho, Park Shin-hye i Kim Woo-bin. Escrit per Kim Eun-sook, el drama està ambientat en una escola secundària poblada per privilegiats i súper rics. Es va emetre a SBS del 9 d'octubre al 12 de desembre de 2013.

## Repartiment
- Lee Min-ho - Kim Tan
- Park Shin-hye - Cha Eun-sang
- Kim Woo-bin - Choi Young-do